# Obidosus albilineatus
Obidosus albilineatus is een hooiwagen uit de familie Stygnidae. Een volgende naamrecombinatie werd gepubliceerd als Protimesius albilineatus (Roewer, 1957), maar werd vervolgens teruggedraaid.